# سن روکو ال پورتو
سن روکو ال پورتو (به ایتالیایی: San Rocco al Porto) یک کومونه در ایتالیا است که در استان لودی واقع شده‌است.

## خصوصیات
سن روکو ال پورتو ۳۰٫۷ کیلومترمربع مساحت و ۳٬۳۸۳ نفر جمعیت دارد.

## نگارخانه

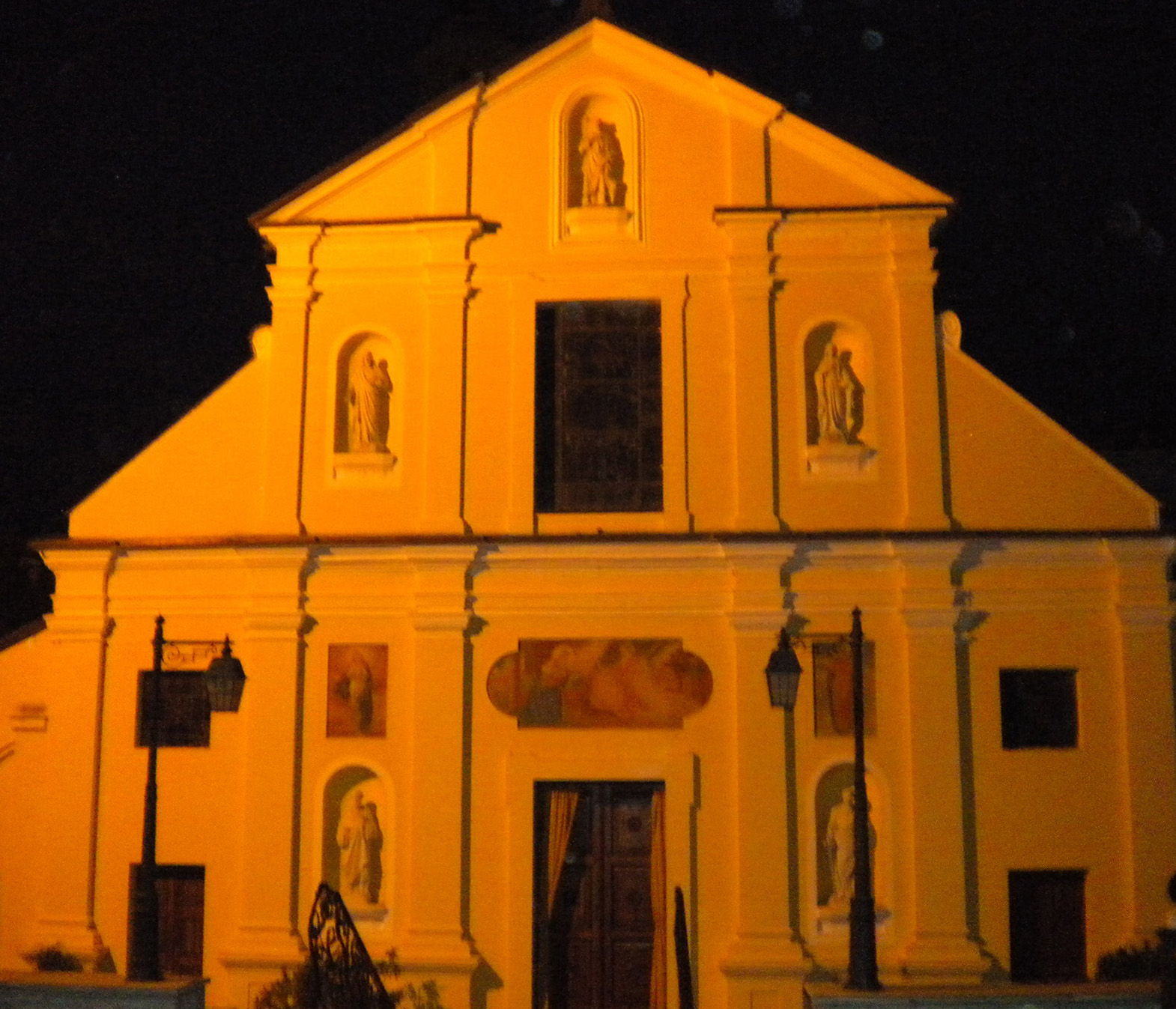